# КК Шентјур
КК Шентјур је словеначки кошаркашки клуб из Шентјура. Из спонзорских разлога пун назив клуба тренутно гласи Тајфун Шентјур. У сезони 2016/17. такмичи се у Првој А лиги Словеније.

## Историја
Клуб је основан 1969. године. У Првој А лиги Словеније такмичи се од 2000. године, а најбољи резултат остварио је у сезони 2014/15. када је неочекивано стигао до титуле. Највиши домет у Купу Словеније било је полуфинале. У септембру 2015. године дошао је и до првог трофеја у Суперкупу Словеније.

## Успеси

### Национални
- Првенство Словеније:
  - Првак (1): 2015.

- Суперкуп Словеније:
  - Победник (1): 2015.

## Учинак у претходним сезонама
| Сез.     | Првенство Словеније | Куп Словеније      | Регионално такмичење          | Европско такмичење                 |
| -------- | ------------------- | ------------------ | ----------------------------- | ---------------------------------- |
| 2014/15. | Првак               | Полуфинале         | —                             | —                                  |
| 2015/16. | Четвртфинале ПО     | Полуфинале         | Јадранска лига — 14. место    | ФИБА Куп Европе — Прва групна фаза |
| 2016/17. | 8. место            | Шеснаестина финала | Алпе Адрија куп — Групна фаза | —                                  |
| 2017/18. | 8. место            | Осмина финала      | Алпе Адрија куп — Групна фаза | —                                  |
| 2018/19. | —                   | Четвртфинале       | —                             | —                                  |